# Kulisusu
Le kulisusu est une langue austronésienne parlée en Indonésie, dans l'île  de Buton, au large de Sulawesi.
La langue appartient à la branche malayo-polynésienne des langues austronésiennes.

## Situation géographique
Les Kulisusu résident sur la côte Nord-Est de Buton, dans la baie de Koro, une région où ils sont installés depuis au moins le XVIe siècle.

## Classification
Le kulisusu est une des langues bungku-tolaki. Celles-ci forment un des groupes du malayo-polynésien occidental.

## Phonologie
Les tableaux présentent la phonologie du kulisusu, les voyelles et les consonnes. La langue est celle de la famille qui compte le plus grand nombre de consonnes.

### Voyelles
|         | Antérieure | Centrale | Postérieure |
| ------- | ---------- | -------- | ----------- |
| Fermée  | i [i]      |          | u [u]       |
| Moyenne | e [e]      |          | o [o]       |
| Ouverte |            | a [a]    |             |

### Consonnes
|            |           | Bilabiales | Dentales | Alvéolaires | Dorsales | Dorsales | Glottales |
| ---------- | --------- | ---------- | -------- | ----------- | -------- | -------- | --------- |
| Palatales  | Vélaires  | Bilabiales | Dentales | Alvéolaires |          |          | Glottales |
| Occlusives | Sourde    | p [p]      |          | t [t]       |          | k [k]    | ʔ [ʔ]     |
| Occlusives | Sonore    | b [b]      | d̪ [d̪]    | d [d]       |          | g [g]    |           |
| Occlusives | Implosive | ɓ [ɓ]      |          | ɗ [ɗ]       |          |          |           |
| Occlusives | Prén.sou. | mp [m͡p]    |          | nt [n͡t]     |          | ngk [ŋ͡k] |           |
| Occlusives | Prén.son. | mb [m͡b]    |          | nd [n͡d]     |          | ngg [ŋ͡g] |           |
| Fricative  | Fricative | w [β]      |          | s [s]       |          |          | h [h]     |
| Affriquée  | Sourde    |            |          |             | c [t͡ʃ]   |          |           |
| Affriquée  | Sonore    |            |          |             | j [d͡ʒ]   |          |           |
| Affriquée  | Prén.sou. |            |          |             | nc [n͡tʃ] |          |           |
| Affriquée  | Prén.son. |            |          |             | nj [n͡ʤ]  |          |           |
| Nasale     | Nasale    | m [m]      |          | n [n]       |          |          |           |
| Liquide    | Liquide   |            |          | r [r]       |          |          |           |
| Roulée     | Roulée    |            |          | l [l]       |          |          |           |

## Sources
- (en) Adelaar, Alexander, The Austronesian Languages of Asia and Madagascar: A Historical Perspective, The Austronesian Languages of Asia and Madagascar, pp. 1-42, Routledge Language Family Series, Londres, Routledge, 2005,  (ISBN 0-7007-1286-0)
- (en) Mead, David, Proto-Bungku-Tolaki: Reconstruction of its Phonology and Aspects of its Morphosyntax, Thèse, Houston, Rice University, 1998.
- (en) Mead, David, Mori Bawah, The Austronesian Languages of Asia and Madagascar, pp. 683-708, Routledge Language Family Series, Londres, Routledge, 2005,  (ISBN 0-7007-1286-0)